# UGC 9796
UGC 9796, ook wel PGC 54461, MCG+07-31-48, PRC A-06, II Zwicky 73 (of Zw II 73) is een poolringstelsel in het sterrenbeeld Ossenhoeder. Het is ongeveer 250 miljoen lichtjaar van de aarde verwijderd.
Het is een object van groot wetenschappelijk belang omdat er nog maar heel weinig poolringstelsels zijn ontdekt. Beelden onder meer verkregen in het kader van het Sloan Digital Sky Survey-project tonen aan dat het stelsel sterk lijkt op poolringstelsel NGC 660, het bekendste poolringstelsel.